# Come va (Zoda)
Come va è un singolo del rapper italiano Zoda, pubblicato il 29 gennaio 2020.

## Descrizione
Il brano vanta la prroduzione del produttore discografico Andry The Hitmaker, che aveva già collaborato con il rapper nel brano Paranoia.

## Tracce
Testi di Daniele Sodano, musiche di Andrea Moroni.
1. Come va – 3:08